# Segundos analíticos
Segundos analíticos (en griego antiguo Ἀναλυτικῶν ὑστέρων, llamados en latín Analytica posteriora y abreviado An. Post) es un texto del filósofo griego Aristóteles de Estagira. Se compone de dos libros (I: 71a - 89b, II: 90a - 100b) y no existen dudas acerca de la autenticidad de la obra. Es el cuarto libro del Órganon, donde se coloca después de Primeros analíticos y antes de los Tópicos. En algunas ediciones se traduce Αναλυτικών υστέρων por Analíticos posteriores.

## Tema
En Segundos analíticos, Aristóteles se ocupa de las necesidades específicas de la demostración, así como de la definición y el conocimiento científico. Según Aristóteles:

"Toda la didascalia y toda la disciplina dianoética se adquieren de un saber que precede al conocimiento. Esto es evidente sea cual fuere el saber considerado: la ciencia matemática se adquiere de este modo, tal como las otras artes. Lo mismo acontece con los raciocinios dialécticos, sean estos hechos por silogismo o por inducción, porque todos ellos enseñan a través de un conocimiento anterior: en el primer caso, suponiendo que las premissas son admitidas por el otro, en el segundo caso, demostrando lo universal mediante lo particular ya conocido. Por otro lado, de análogo modo es como los argumentos retóricos persuaden, una vez usándolos, o paradigmas, lo que es una especie de inducción, o entimemas, lo que no deja de constituir un silogismo."
An. Post., 71a).

El libro I trata específicamente de las condiciones formales de la demostración;
El libro II trata de la teoría de la definición y de la causa.
La demostración se distingue como un silogismo que genera conocimiento científico, mientras que la definición se marca como el planteamiendo de la naturaleza de una cosa, [...] un planteamiento del significado del nombre, o de una fórmula nominal equivalente.
En los Primeros analíticos se considera la lógica de silogismos en su aspecto formal; en los Segundos, se considera respecto a su sustancia. La "forma" de un silogismo descansa en la necesaria conexión entre las premisas y la conclusión. Aun cuando en la forma no haya falta, puede haberla en la sustancia, es decir, las proposiciones de que se compone, que pueden ser verdaderas o falsas, probables o improbables.
Cuando las premisas son ciertas, verdaderas y primarias, y la conclusión formalmente se sigue de ellas, esto es demostración, y genera conocimiento científico de una cosa. Tales silogismos se llaman apodícticos y de ellos se trata en los dos libros de Segundos analíticos. Cuando las premisas son inciertas, tal silogismo se llama dialéctico, y de estos se trata en los ocho libros de los Tópicos. Un silogismo que parece perfecto tanto en forma como en sustancia, pero que no lo es, se llama sofístico, y de éstos se trata en el libro De las refutaciones de los sofistas.

## Resumen del contenido
El contenido de los Segundos analíticos pueden resumirse como sigue:
- Toda demostración debe fundarse en principios ya sabidos. Los principios en los que se funda, o bien deben ser demostrables, o bien ser de los llamados primeros principios, que no se pueden ni se necesitan demostrar, siendo evidentes por sí mismos (o nota per se en jerga escolástica).
- No podemos demostrar las cosas de manera circular, sustentando la conclusión con las premisas y las premisas con la conclusión. Ni tampoco puede haber una cantidad infinita de términos intermedios entre el principio y la conclusión.
- En toda demostración, los primeros principios, la conclusión y todas las proposiciones intermedias deben ser verdades necesarias, generales y eternas. De las cosas que suceden por azar, o de manera contingente, o que pueden cambiar, o de las cosas individuales, no hay demostración.
- Algunas demostraciones prueban solamente que las cosas son de cierto modo, más que por qué lo son. Las demostraciones del segundo tipo son las más perfectas.
- La primera figura del silogismo (véase un repaso general de la teoría de silogismos en lógica de términos) es la que mejor se adapta a la demostración porque permite coclusiones universalmente afirmativas. Esta figura la usan comúnmente los matemáticos.
- La demostración de una proposición afirmativa es preferible a la de una negativa; la demostración de una universal, a la de una particular; y la demostración directa, a la reducción al absurdo.
- Los principios son más ciertos que la conclusión.
- No puede haber al mismo tiempo opinión y conocimiento de la misma cosa.

En el segundo, Aristóteles comienza con una afirmación admirable; los tipos de cosas determinan los tipos de preguntas, que son cuatro:
1 Si la relación de una propiedad (atributo) con una cosa es un hecho verdadero.
2 Cuál es la razón de esta relación.
3 Si una cosa existe.
4 Cuál es la naturaleza y significado de la cosa.
La última de estas preguntas fue llamada por Aristóteles, en griego, el "qué es" de la cosa. Esto lo tradujeron los lógicos escolásticos al latín como quidditas, que ha pasado al español como quididad. Esta quididad no se puede demostrar, pero debe ser fijada por una definición. Se ocupa de la definición y de cómo se debe elaborar una definición correcta. Como ejemplo ofrece la definición del número tres, que define como el primer número non.
Al mantener que conocer la naturaleza de una cosa es conocer por qué es y que poseemos conocimiento científico de una cosa sólo cuando conocemos su causa, Aristóteles postuló cuatro tipos mayores de causa como los términos medios más buscados de demostración:
la forma definible; un antecedente que necesita un consecuente; la causa eficiente; la causa final.
Concluye el libro con el modo en que la mente humana llega a conocer las verdades básicas o premisas primarias o primeros principios, que no son innatas, ya que nos es posible desconocerlas durante gran parte de nuestra vida. Tampoco pueden deducirse a partir de ningún conocimiento anterior, o no serían primeros principios. Afirma que los primeros principios se derivan por inducción, de la percepción sensorial que implanta los verdaderos universales en la mente humana. De esta idea proviene la máxima escolástica "nada hay en el intelecto que no haya estado antes en los sentidos" (Nihil est in intellectu, quod prius non fuerit in sensu).
De todos los tipos de pensamiento, se consideran universalmente verdaderos sólo el conocimiento científico y la intuición, y esta última es la fuerte originadora del conocimiento científico. La obra termina así: la ciencia en su totalidad es [...] fuente originadora de todo el cuerpo de hechos.